# 韩祯祥
韩祯祥（1930年5月24日—2024年5月4日），男，浙江萧山人，中国电机工程学家、电力系统专家、教育家。中国科学院院士，浙江大学前校长，主要从事电力系统网络方面的研究。

## 生平
1930年5月24日，韩祯祥出生于浙江杭州，原籍萧山县。
1951年，毕业于浙江大学电机工程系，获得学士学位。1961年，毕业于苏联莫斯科动力学院，获得副博士学位。
1984年至1988年担任浙江大学校长。
1999年，当选中国科学院院士。

## 代表著作
- 《电力系统分析》
- 《电力系统稳定》